# Ratkovce
Ratkovce és un poble i municipi d'Eslovàquia que es troba a la regió de Trnava, a l'oest del país.

## Història
La primera menció escrita de la vila es remunta al 1388.

## Demografia
| Godina             | 1994 | 2004   | 2014    | 2024   |
| ------------------ | ---- | ------ | ------- | ------ |
| Nombre de persones | 304  | 288    | 337     | 362    |
| Diferència         |      | −5,26% | +17,01% | +7,41% |

| Godina             | 2023 | 2024   |
| ------------------ | ---- | ------ |
| Nombre de persones | 360  | 362    |
| Diferència         |      | +0,55% |